# Chrysopa excelsior
Chrysopa excelsior är en insektsart som beskrevs av Banks 1937. Chrysopa excelsior ingår i släktet Chrysopa och familjen guldögonsländor. Inga underarter finns listade i Catalogue of Life.